# لاكتات الصوديوم
لاكتات الصوديوم هو ملح الصوديوم من حمض اللاكتيك الذي له طعم خفيف الملوحة. وينتج من قبل تخمير مصدر السكر، مثل الذرة أو الشمندر، وإبطال مفعول الحامض الناتج ثم اللبن. لإنشاء مجمع وجود صيغة NaC3H5O3